# Carex neokukenthaliana
Carex neokukenthaliana là một loài thực vật có hoa trong họ Cói. Loài này được H.Lév. & Vaniot mô tả khoa học đầu tiên năm 1907.